# Titanebo dondalei
Titanebo dondalei es una especie de araña cangrejo del género Titanebo, familia Philodromidae. Fue descrita científicamente por Sauer en 1968.

## Distribución
Esta especie se encuentra en los Estados Unidos y México.